# Pseudohyllisia
Pseudohyllisia is een kevergeslacht uit de familie van de boktorren (Cerambycidae). De wetenschappelijke naam van het geslacht werd voor het eerst geldig gepubliceerd in 1942 door Breuning.

## Soorten
Pseudohyllisia omvat de volgende soorten:
- Pseudohyllisia bremeri Breuning, 1981
- Pseudohyllisia laosensis Breuning, 1965
- Pseudohyllisia madurensis Breuning, 1942